# Горохівська волость
Горохівська волость — історична адміністративно-територіальна одиниця Володимир-Волинського повіту Волинської губернії Російської імперії. Волосний центр — містечко Горохів. Наприкінці ХІХ ст. волость було ліквідовано, поселення приєднано до Скобелецької волості.
Станом на 1885 рік складалася з 3 поселень, 3 сільських громад. Населення — 2823 осіб (1410 чоловічої статі та 1413 — жіночої), 296 дворових господарств.
|                     | Площа, десятин | У тому числі орної, дес. |
| ------------------- | -------------- | ------------------------ |
| Сільських громад    | 1428           | 1239                     |
| Приватної власності | 496            | 280                      |
| Казенної власності  | —              | —                        |
| Іншої власності     | 99             | 89                       |
| Загалом             | 2023           | 1608                     |

Основні поселення волості:
- Горохів — колишнє власницьке містечко за 60 верст від повітового міста, волосне правління, 1341 особа, 238 дворів, православна церква, костел, католицька каплиця, 5 єврейських молитовних будинків, притулок, 5 постоялих дворів, 10 постоялих будинків, 49 лавок, 12 ярмарок, кузня, водяний млин, вітряк, цегельний завод, пивоварний завод.